# Skítamórall (musikalbum)
Skítamórall är den isländska rockgruppen Skítamóralls fjärde musikalbum som släpptes år 1999.

## Låtlista
1. Fljúgum Áfram
2. Sólargeisli
3. Neisti
4. Svífum
5. Hey Þú (Bannað)
6. Myndir
7. Villtir Draumar
8. Aðeins Þú
9. Einn Með Þér
10. Allsnakin